# Turbulences à 30 000 pieds
Série
Turbulences 2
(1999)
Pour plus de détails, voir Fiche technique et Distribution.
Turbulences à 30 000 pieds (Turbulence) est un film thriller américain réalisé et coproduit par Robert Butler en 1997 sur un scénario de Jonathan Brett. Le casting est composé de Ray Liotta dans le rôle du Ryan Weaver, de Lauren Holly dans le rôle de Teri Halloran.

## Synopsis
Un avion de la Transcontinental Airlines sert d'intrigue à ce thriller. À la veille de Noël, le vol 47 de la T.A. est prêt à décoller avec peu de passagers à son bord et l'hôtesse de l'air, Teri Halloran, pense effectuer un vol de routine. Hélas l'avion transporte des criminels prisonniers, un braqueur de banque et un serial killer, Stubbs et Weaver, tous deux escortés par des agents du FBI. Le vol va vite se transformer en cauchemar quand un des prisonniers, tente une prise d'otages et élimine les agents du FBI.

## Fiche technique
- Titre : Turbulences à 30 000 pieds
- Titre québécois : Turbulence
- Titre original : Turbulence
- Réalisation : Robert Butler
- Scénario : Jonathan Brett
- Production : Robert Butler, Martin Ransohoff, et David Valdes
- Sociétés de production : Metro-Goldwyn-Mayer
- Société de distribution : Rysher Entertainment
- Musique : James Horner et Shirley Walker
- Photographie : Bill Butler
- Montage : Stuart Baird
- Décors : Thomas E. Sanders
- Costumes : Eiko Ishioka
- Budget : 55 000 000 $
- Pays d'origine :  États-Unis
- Langue originale : anglais principalement
- Format : Couleurs - 1,85:1 - Dolby Surround - 35 mm
- Genre : Thriller, action, policier et catastrophe
- Durée : 100 minutes
- Dates de sortie : 
  - États-Unis : 10 janvier 1997
  - France : 30 avril 1997 (interdit aux moins de 12 ans)

## Dans la culture populaire
- Le premier DLC (downloadable content) Turbulences à 900.000 pieds du jeu Mass Effect, sorti le 29 juillet 2008, fait référence à ce film[pas clair][réf. nécessaire].